# ビリー・バーンズ (ラグビーユニオン)
ビリー・バーンズ（Billy Burns、1994年6月13日 - ）は、イングランド出身でアイルランド代表キャップを持つプロラグビー選手。ジャパンラグビーリーグワンの清水建設江東ブルーシャークスに所属している。

## 家族
兄弟で異なる代表資格を持つ。
イングランド代表キャップを持つフレディー・バーンズは、兄。
ビリー・バーンズは、アイルランド代表キャップを持つ。父方の祖父がアイルランドのダブリン生まれであることを由来としている。

## 経歴
2012年2月、17歳の時にイングランド1部リーグであるプレミアシップのグロスターの一員として、公式戦デビュー。同年、U18イングランド代表に選ばれた。途中、2部リーグのハートプリー大学RFCにローン移籍をした。
2014年、U20イングランド代表に選ばれる。
2018年7月、アイルランドのアルスターに移籍。2023年11月、アルスターでの100試合出場を達成した。
2020年11月、アイルランド代表として、オータムネーションズカップのウェールズ戦に出場し、初代表キャップを得る。その2週間後、ジョージア戦で初先発出場し、初の国際試合トライを決めた。
2024年、同じくアイルランドのマンスターに移籍。
2025年6月、ジャパンラグビーリーグワンの清水建設江東ブルーシャークスに加入した。